# 横浜富士見丘学園中等教育学校
横浜冨士見丘学園中等教育学校（よこはまふじみがおかがくえん ちゅうとうきょういくがっこう）は、神奈川県横浜市旭区中沢一丁目に位置する私立中等教育学校。

## 概要
西区に所在していた旧校舎が老朽化し、また生徒増加に伴い狭隘となったため、横浜市旭区にある神奈川県立中沢高等学校（現・県立横浜旭陵高等学校）の旧校舎に耐震化・大規模改修・増築工事を施した上で、2007年4月に移転した。敷地の広さは旧敷地の約3倍。
この移転と共に完全中高一貫教育を開始し、併設型中高一貫校から中等教育学校に改組した。同時に校名も「横浜富士見丘学園」に改めたが、これは東京都にある同名の学校と区別するためでもある。
他にも、3学期制から2学期制へ、週5日制から週6日制へ、2003年度から実施していた1時限65分授業を1時限50分へ、等の変更が行われた。また、中等教育学校となった2007年度以降、生徒募集は小学校卒業見込者のみが対象となる。
新校舎は環境に配慮した設備となっており、屋上にソーラーパネルが設置されている。
また、4階建てとなっており、カフェテリア、アンジェラホール（大ホール）、図書館の機能とLAN設備を施したITラウンジ（マザーホール）、礼法室などの施設が新設されている。

## 沿革
- 1923年 - 神奈川県横浜市中区に日の出学園として創立
- 1924年 - 神奈川県横浜市西区に移転
- 1932年 - 富士見丘高等女学校に改称
- 1947年 - 新学制により富士見丘中学校となる。
- 1948年 - 新学制により富士見丘高等学校となる。
- 2007年 - 現在地に移転、中等教育学校となる。
- 2018年 - 高校募集再開し、横浜富士見丘中学校・高等学校併設となる

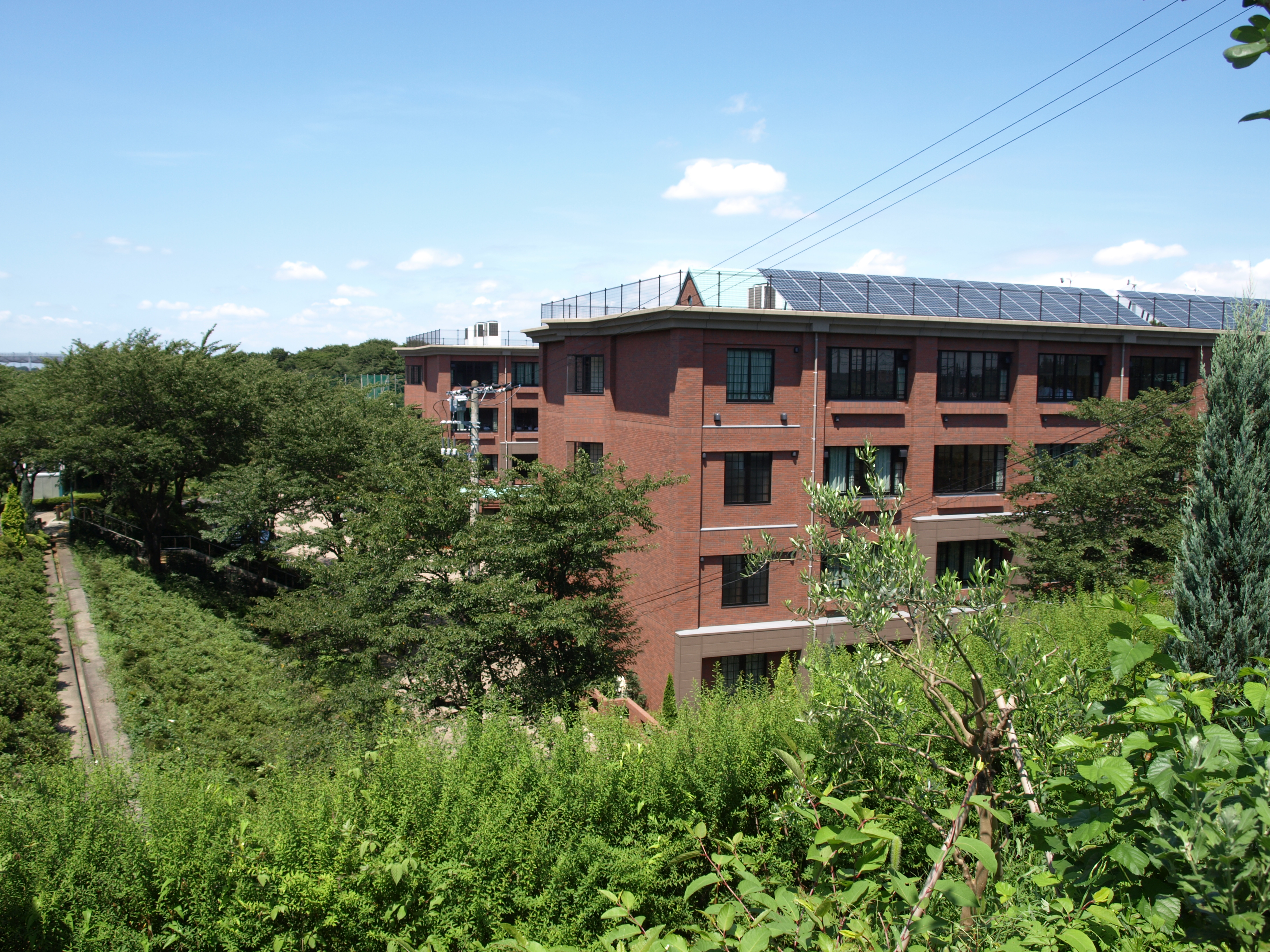
校舎

- 2019年 - 男女共学化。

## 教育方針
- 教育方針

“和”の精神 「礼儀正しく互いに敬愛協力し情操豊かに勤労を好み自主的で誠実な女性の育成」
- 建学の精神

「敬愛・誠実・自主」

## 交通
- 相鉄線二俣川駅北口より徒歩約20分。

## 著名な出身者
- 若林史江（株式評論家、タレント）
- 七輝かおる（元宝塚歌劇団花組の男役）